# Massaker von Lari

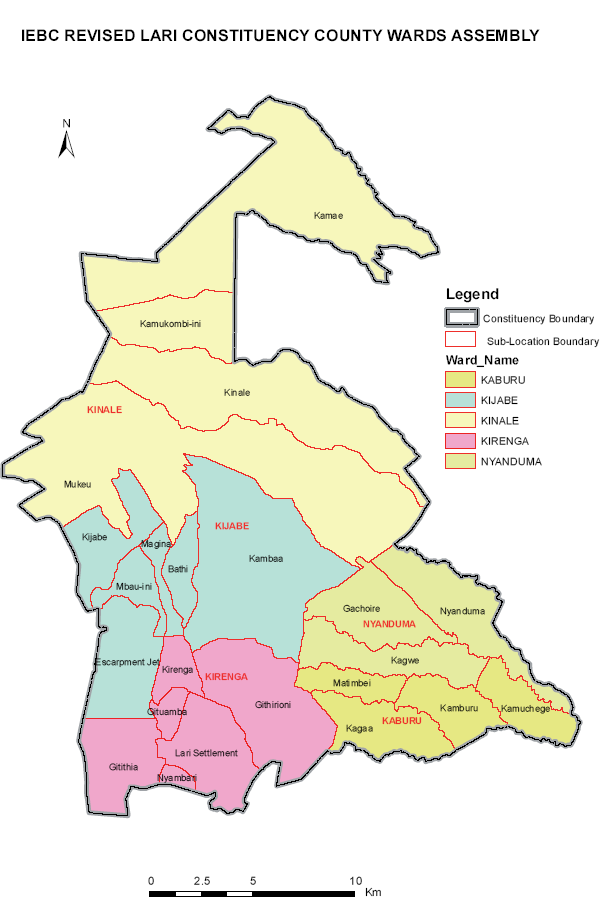
Karte von Lari

Das Massaker von Lari war ein Vorfall im westlichen Teil des Kiambu Countys in Kenia während des Mau-Mau-Krieges am 26. März 1953, bei dem die Mau-Mau Truppen der loyalistischen Home Guard und ihre Familien massakrierten, darunter den prominenten lokalen Loyalisten Luka.
Insgesamt gab es 97 Tote und 40 Verletzte. Die Kolonialregierung nutzte den Angriff als Propaganda und zeigte Journalisten das Massaker. Das Massaker löste Vergeltungsangriffe aus. 400 Mau-Mau wurden von Kolonialtruppen, einschließlich der King’s African Rifles, aus Rache getötet.